# 清华学校研究院

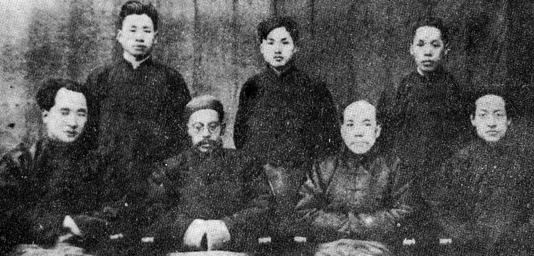
清華國學研究院講師一九二五年合照，前排右起：趙元任、梁啟超、王國维、李濟

清华学校研究院是清華大學曾經存在的學術機構，成立於1925年，因只設国学一科，故一般称之为国学研究院，与大学部、留美预备部组成清華学校三个教学部分。国学研究院主张用现代学术观念来治理传统中国学问，並且主要研究古代中国经史古学，並培養国学教师以及学术研究之人才。国学研究院到1929年结束，开创出国学研究的範式，成为中国高等教育史的重要一部。

## 历史
清华学校研究院，于1925年成立，时逢清华学校停办中学教育改办大学，吴宓为主任。初设国学一科，聘梁启超、王国维、陈寅恪、赵元任为导师，李济为讲师，陆维钊、梁廷灿、章明煌为助教，卫士生为事务员，周光午为助理员。至1929年停办，研究院未曾增设其他学科，故现又常被称为清华国学研究院。
先后在清华国学研究院任教的还有助教赵万里、浦江清、杨逢时、蒋善国，讲师马衡、林志钧。研究院共招生四届，毕业74人，包括徐中舒、姜亮夫、王力、吴其昌、姚名达、高亨、陆侃如、刘节、刘盼遂、谢国桢、张荫麟、罗根泽、周传儒、蒋天枢、黎东方等。

## 四大导师

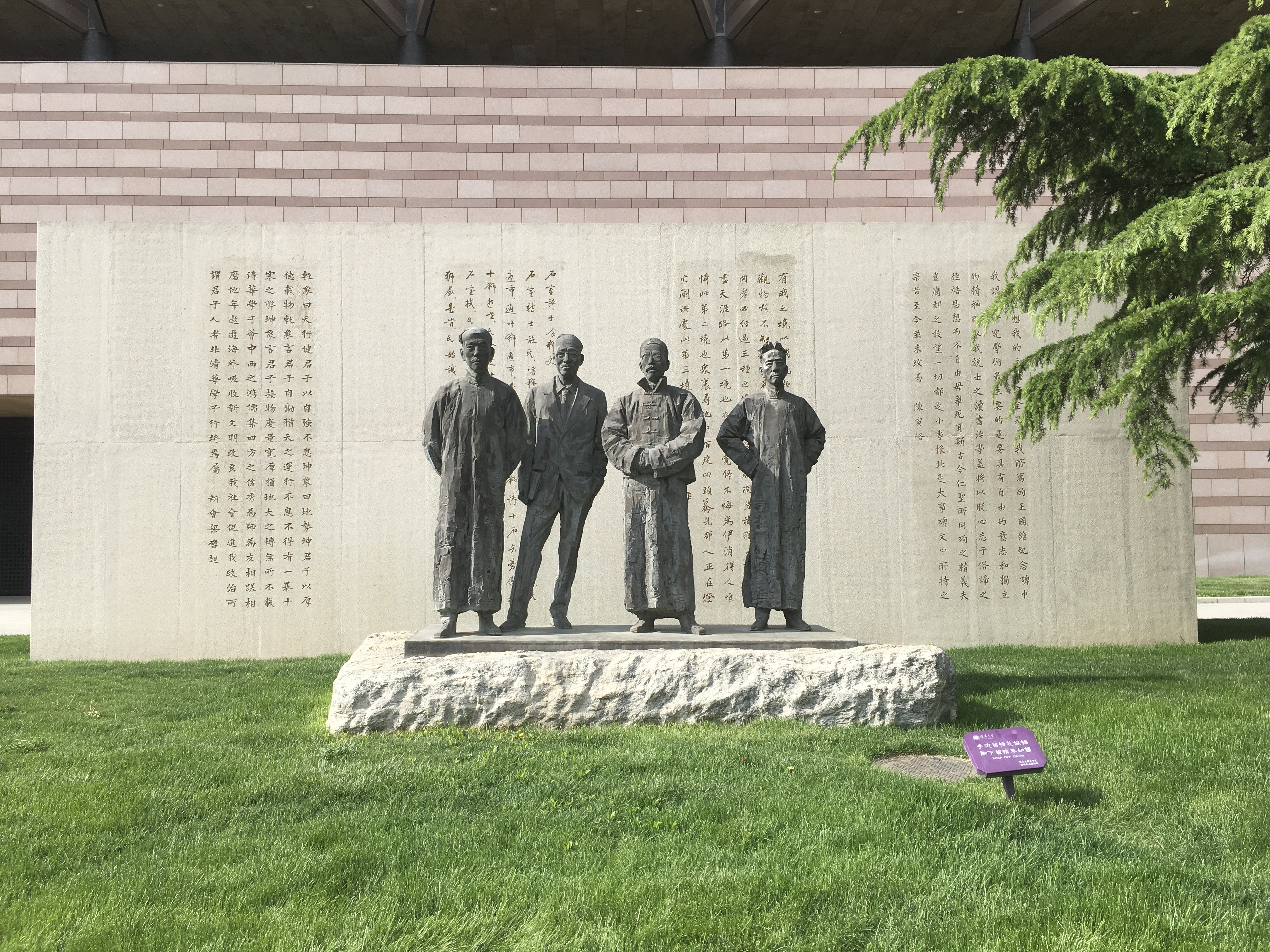
清華大學國學四大導師

清华国学研究院的导师：梁启超、王国维、陈寅恪、赵元任，皆是当时知名的学者，称为“四大导师”。但也有人对此提法提出质疑，李济虽为讲师，亦为导师之一。清华校长曹云祥请胡适主持研究院，胡适自认为非一流学者，不配当研究院导师。他推荐了梁启超、王国维和章太炎，章太炎辞而不就。梁启超向曹云祥推荐了陈寅恪。

## 现状
清华国学研究院於2009年11月1日复建，为跨学科研究机构，由陈来担任院长。设立了“梁启超讲座”、“王国维讲座”、“陈寅恪讲座”。导师有：陈来、李伯重、刘东、刘迎胜、姚大力，招收博士后研究人员。出版院刊《中国学术》和辑刊《清华元史》，并拟定出版“清华国学讲座”、“清华国学研究”丛书。